# Tiberiu I. Morariu
Tiberiu I. Morariu (n. 26 septembrie 1905, Salva, Bistrița-Năsăud – d. 30 noiembrie 1982, Cluj-Napoca) a fost un geograf român, membru corespondent (din 1955) al Academiei Române.

## Distincții
- Ordinul Muncii clasa a II-a (18 august 1964) „pentru merite deosebite în opera de construire a socialismului, cu prilejul celei de a XX-a aniversări a eliberării patriei”[1]
- Ordinul „Meritul Științific” clasa a II-a (26 septembrie 1966) „pentru merite deosebite în activitatea științifică, cu prilejul Centenarului Academiei Republicii Socialiste România”[2]
- titlul de „Om de știință emerit al Republicii Socialiste România” (26 iunie 1969) „în semn de prețuire a personalului didactic pentru activitatea meritorie în domeniul instruirii și educării elevilor și studenților și a contribuției aduse la dezvoltarea învățămîntului și culturii din patria noastră”[3]

## Galerie de imagini

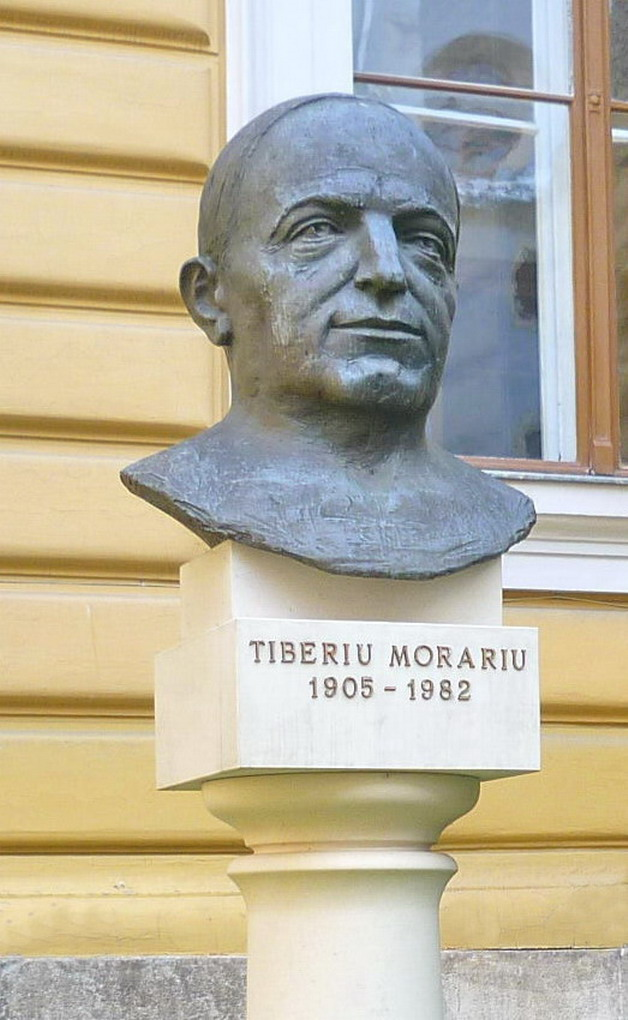
Bustul lui Tiberiu Morariu din "Parcul Memoriei Universitare" în curtea Universităţii Babeş-Bolyai Cluj-Napoca